# Mrinalini Sarabhai
Mrinalini Sarabhai (en hindi: मृणालिनी साराभाई; Kerala, 11 de mayo de 1918 – 21 de enero de 2016) fue una bailarina clásica, coreógrafa e instructora india, fundadora de la Academia Darpana de las Artes Escénicas, un instituto que imparte entrenamiento de baile, drama, música y títeres, en la ciudad de Ahmedabad. Recibió muchos premios y menciones en reconocimiento a su contribución en el arte.
Contribuyó a formar a cerca de 18 000 estudiantes en bharatanatyam y kathakali.

## Biografía
Mrinalini nació en Kerala el 11 de mayo de 1918, hija de una trabajadora social y del exmiembro del parlamento Ammu Swaminathan. Pasó su infancia en Suiza, donde, recibió sus primeras lecciones de movimientos de baile, técnica occidental, en la Escuela de Dalcroze. Fue educada en Santiniketan por Rabindranath Tagore donde se dio cuenta de su verdadera vocación.
Se casó en 1942 con Vikram Sarabhai, influyente científico e industrial, considerado el padre del programa espacial de la India. Fueron padres de dos hijos: Mallika fue actriz y activista, y Kartikeya Sarabhai que se dedicó a la ciencia.

### Fallecimiento
Ingresó al hospital el 20 de enero de 2016 y falleció el 21 de enero de 2016 a los 97 años.